# Juan Daniel García Treviño

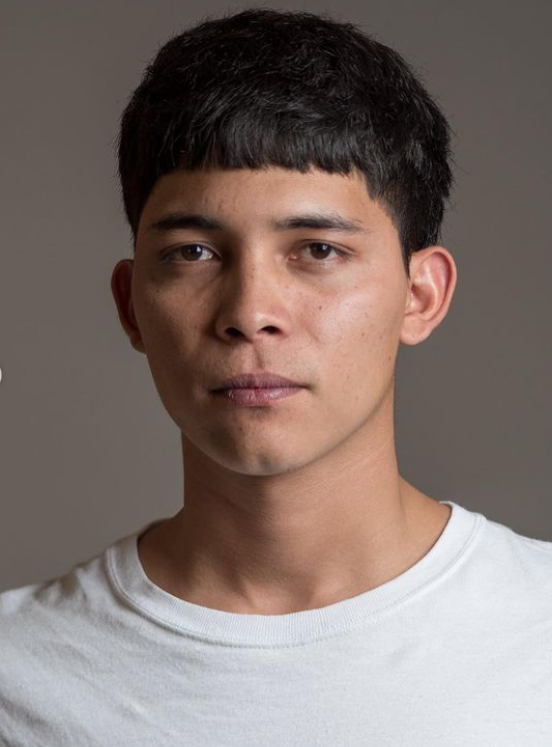
Juan Daniel García Treviño, 2023

Juan Daniel García Treviño (* 2000 in Monterrey) ist ein mexikanischer Schauspieler, Musiker und Tänzer.
Juan Daniel García Treviño wuchs in Alianza Real in der Umgebung von Monterrey im Bundesstaat Nuevo León auf. Er kommt aus einer Familie von Musikern und musiziert, seit er neun Jahre alt ist. Seine Liebe für Vallenato-Musik veranlasste ihn dazu, die Tanzgruppe Fuerza Cumbiambera zu gründen. Er spielte 2019 die Hauptrolle im Film I’m No Longer Here von Fernando Frías de la Parra.

## Filmografie
- 2019: I’m No Longer Here (Ya no estoy aquí)
- 2022: El norte sobre el vacío
- 2023: Adolfo
- 2023: Lost in the Night (Perdidos en la noche)